# Týr (gruppo musicale)
I Týr [tʰʊɪːɹ] sono un gruppo folk-viking metal faroese, formatosi nel gennaio 1998 a Runavík.
Il gruppo compone musica strettamente legata alla mitologia norrena e alle tradizioni scandinave e faroesi.

## Storia

### Le origini
(Heri Joensen, leader del gruppo)
I Týr si formano nel gennaio 1998, quando Heri Joensen incontra il suo amico Kári Streymoy ad una festa a Copenaghen, in Danimarca, proponendoli di fondare un nuovo gruppo. Nonostante l'iniziale rifiuto, in seguito accetta e ai due si aggiunge presto il bassista Gunnar Thomsen.
Il nome della band deriva da Týr, dio della guerra, della vittoria, della gloria e dell'eroismo nella mitologia norrena, l'equivalente di Marte per la mitologia romana. Prima dei Týr Joensen e Thomsen suonavano insieme in una band denominata Cruiser così come lo stesso Stremoy, anche se quest'ultimo solo per un breve lasso di tempo. Questa band cambiò poi nome in Wolfgang e secondo Joensen è ancora attiva.

### Lo sviluppo
All'inizio della propria carriera la band si avvale della casa discografica faroese Tutl per la produzione dei propri CD, compreso il debutto How Far to Asgaard. Dopo sei anni in tour per l'Europa, tra Fær Øer, Islanda, Danimarca, Russia, Finlandia, Lettonia, Norvegia, Germania e Polonia, con alcune apparizioni televisive, il loro album Eric the Red, dedicato ad Erik il Rosso, diventa l'album faroese più venduto; questo avviene grazie ad un particolare sound che diverrà il loro marchio di fabbrica, attirando le attenzioni della casa discografica Napalm Records. Essa decide di ridistribuirlo nel 2006 e di diffonderlo così in tutto il mondo. Da questo momento, la casa discografica austriaca decide di curare tutti gli album del gruppo, rinnovando anche la grafica delle copertine e riproponendo i primi CD.
Nel medesimo anno esce Ragnarok. Le tracce sono divise tra di loro da brevi interludi (sonori e/o effettistici) con lo scopo di immedesimare l'ascoltatore nello scenario di guerra epica a cui si ispira, ovvero il Ragnarǫk; i brani sono composti con l'unione di sonorità folk con influenze progressive metal.
Dopo la pubblicazione dell'album Land a inizio 2008, che persevera nelle sonorità dei precedenti album, il gruppo inizia il suo tour in Europa e negli Stati Uniti per il Paganfest, insieme alle band Ensiferum, Eluveitie, Turisas, Moonsorrow e Korpiklaani; anche nel corso del 2009 il gruppo riparte per un tour prima negli Stati Uniti e successivamente in Europa.
A fine 2008 la band è stata votata band dell'anno dalla TV e dalla radio nazionale faroese, mediante un voto online.
L'anno successivo viene pubblicato l'album By the Light of the Northern Star. I Tyr ripropongono in chiave viking metal melodie della tradizione nazionale; qui tuttavia i brani si sviluppano, diventando degli inni; esempi di tale traslazione musicale sono presentati in brani come Tróndur í Gøtu, By the Sword in My Hand e Turið Torkilsdóttir.
Nel maggio 2011 esce The Lay of Thrym, album in cui sono fuse le sonorità epico/progressive dei primi lavori e la recente svolta viking. Esempio di tale processo sono i brani come Evening Star, con sonorità da ballata vichinga, Take Your Tyrant e Fields of the Fallen.
Nel settembre 2012, durante il tour americano con Moonsorrow e Korpiklaani, firmano un contratto con la casa discografica Metal Blade Records.
Nel settembre 2013 esce Valkyrja, primo album registrato sotto la Metal Blade. La trama del concept album ruota attorno ad un guerriero vichingo, che abbandona patria e moglie per unirsi ad una battaglia nella quale infine perirà. La ricompensa per il suo sacrificio si presenta con le valchirie che lo accompagnano presso il Fólkvangr, dimora della dea Freyja, associata all'amore, alla bellezza, alla fertilità, all'oro, alla magia, alla guerra e alla morte. Le ultime due tracce sono le cover di Where Eagles Dare degli Iron Maiden e di Cemetery Gates dei Pantera, eseguiti con il sound caratteristico della band.

## Stile ed influenze
Il gruppo compone musica ispirata ad Asgard, ai Erik il Rosso, ai vichinghi, a Thor, a Odino e alle battaglie della mitologia norrena. Rilevanti sono anche le influenze della Saga dei Faroesi e della Saga dei Nibelunghi; secondo il leader del gruppo la missione musicale del gruppo è quella di far cadere i muri che dividono i vari sottogeneri del metal.
In molti casi il gruppo parte da pezzi di musica tradizionale faroese come Ólavur Riddararós, sconosciuti nel resto d'Europa, per poi arrangiarli con sonorità metal, stile che viene inquadrato in viking metal e folk metal.
Le lingue utilizzate dal gruppo sono principalmente faroese ed inglese. La prima è usata per i canti più tradizionali, mentre la seconda è usata per i pezzi più commerciali. In altre occasioni, hanno cantato anche in danese, come ad esempio in Ramund Hin Unge.
Le loro sonorità includono anche parti epiche tipicamente power metal, con influenze da doom e progressive metal.
Nel corso degli anni il gruppo ha visto una maturazione nelle sonorità e nei testi. Questi ultimi si riferiscono sempre al mondo norreno ma non con un atteggiamento di esaltazione della mitologia e delle divinità (riscontrabile in altre band etichettate come viking metal), ma sempre di rispetto del proprio retaggio scandinavo.

## Accuse
Nell'aprile 2008 i Týr, assieme alle altre band folk metal partecipanti al Paganfest, furono accusate di atteggiamenti razzisti e nazi-fascisti dall'associazione tedesca BIFFF (Berliner Institut für Faschismus-Forschung und Antifaschistische Aktion).
L'accusa sembra essere scaturita in seguito all'utilizzo da parte dei gruppi dell'alfabeto runico per indicare i nomi dei propri gruppi, utilizzando quindi anche lettere runiche come la sowilo, una S a forma di saetta, usate anche dalle SS. I leader dei due gruppi hanno fatto notare come tali simboli siano in uso da migliaia di anni e siano stati presi in prestito dai nazisti solo recentemente, divenendo così simboli di morte sebbene in origine fossero pacifici.
In una successiva intervista per Capitol Chaos alcuni mesi più tardi Heri Joensen ha ribadito le posizioni del gruppo, aggiungendo che le accuse da parte del BIFFF sono frutto della non conoscenza delle tradizioni nordiche (come l'uso dell'alfabeto runico) oltre che della non conoscenza delle ideologie della band. A conferma di ciò, il gruppo inserì nell'album The Lay of Thrym una canzone, Shadow of the Swastika, il cui testo fu scritto intenzionalmente con una doppia chiave di lettura: anti-nazista e anti-BIFFF, contro la strumentalizzazione della loro musica da parte di qualunque partito o ideologia politica.

## Formazione

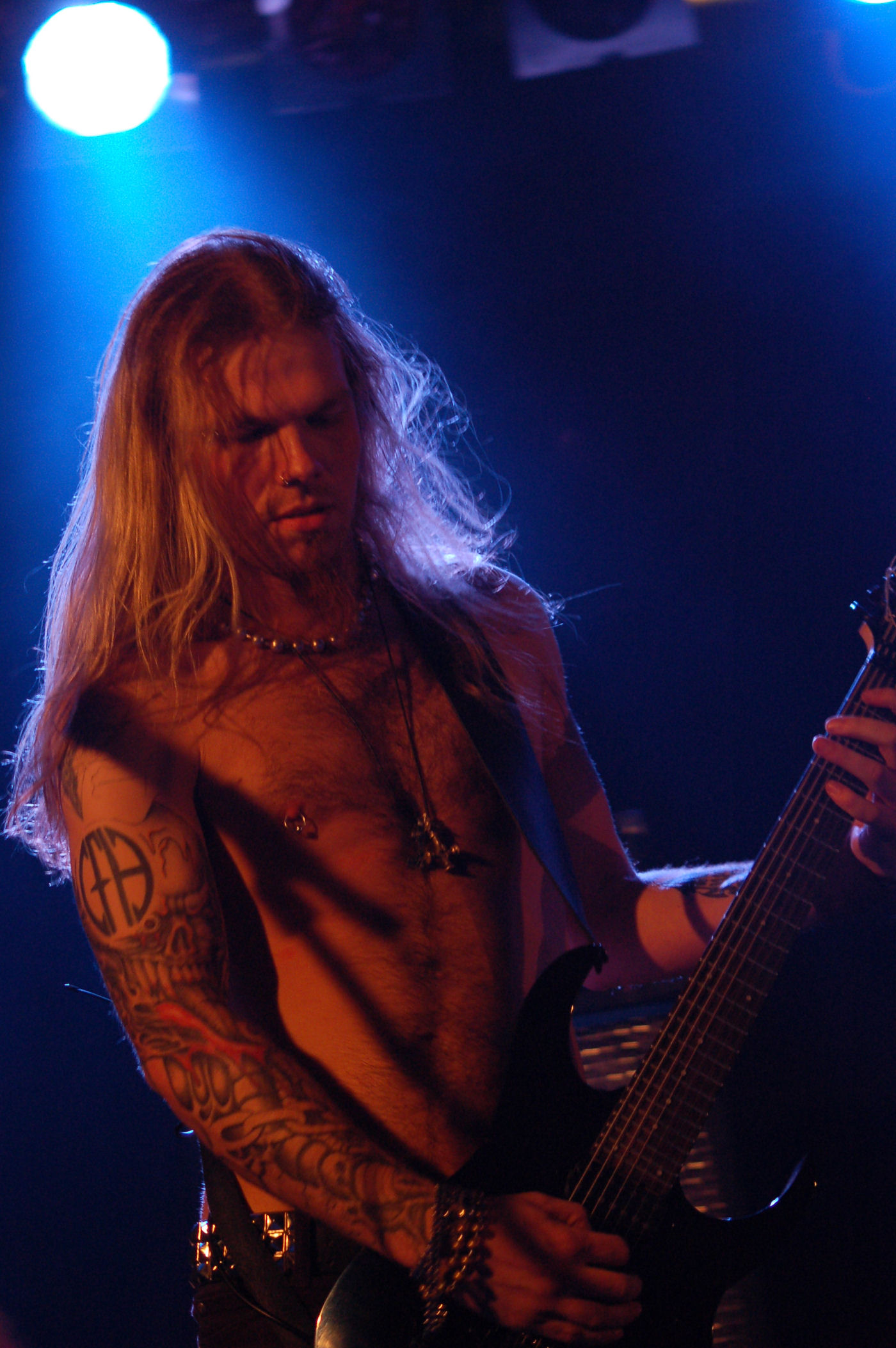
Terji Skibenas nel 2007 durante il Metalmania

Il cantante Pól Arni Holm e il chitarrista Jón Joensen, fratello di Heri Joensen, facevano parte della band mentre essa registrava How Far to Asgaard, ma lasciarono il gruppo poco dopo la pubblicazione del disco.
Terji Skibenæs entrò dopo che Jón Joensen uscì dal gruppo. Allan Streymoy, fratello di Kári Streymoy, cominciò a cantare alcuni pezzi per un breve periodo durante la pubblicazione del singolo Ólavur Riddararós. Dopo Allan lasciò Heri Joensen alla voce del gruppo, e in tal modo fu registrato Eric the Red.
Skibenæs lasciò la band per un certo periodo dopo la pubblicazione di Eric the Red, ed essa suonò come trio per un certo periodo di tempo. Nell'estate del 2004 essi si unirono al chitarrista islandese Ottó P. Arnarson per un breve periodo. Quando Arnarson lasciò, Skibenæs rientrò.
Kári Streymoy, a causa di una frattura,  non poté seguire il gruppo nel gennaio 2008 in tour fino all'ottobre dello stesso anno. Amon Djurhuus, un batterista faroese e suo apprendista, suonò perciò al suo posto nella parte europea del Paganfest, Merlin Sutter lo sostituì nella parte statunitense e Daniel Ryan in quella canadese. Dopo il festival Amon Djurhuus sostituì ancora Kári al tour europeo. Nell'ottobre 2008 finalmente Kári Streymoy fu pronto per il festival-tour del Ragnarök Aaskereia. Il 12 maggio 2013, la band annuncia la dipartita di Kári dalla band tramite la pagina Facebook ufficiale. Sarà George Kollias a rimpiazzare il batterista nelle registrazioni del nuovo album, in uscita nel settembre 2013. Il batterista che accompagnerà il gruppo nei successivi live sarà ancora una volta Amon Djurhuus, membro del progetto musicale Heljareyga di cui fa parte anche Heri. Il 31 dicembre 2013, la band posta sul proprio account Facebook un resoconto dello sfavillante anno che hanno appena concluso, tra intensi e soddisfacenti tour e ottime recensioni per il loro ultimo nato, Valkyrja. Tra l'altro, annunciano di tenere in pianta stabile Amon, ringraziando di cuore i 15 anni passati con Kári. Tuttavia, alcuni mesi dopo, la band annuncia la decisione di Amon Djurhuus di lasciare la band.

### Formazione attuale
- Heri Joensen - voce, chitarra (1998-presente)
- Gunnar H. Thomsen - basso (1998-presente)
- Tadeusz Rieckmann - batteria (2016-presente)
- Hans Hammer – chitarra (2021–presente)

### Ex componenti
- Jón Joensen - chitarra (1998-2000)
- Pól Arni Holm - voce (1998-2002)
- Terji Skibenæs - chitarra (2001-2004, 2004-2018)
- Attila Vörös - chitarra (2018-2020)
- Allan Streymoy - voce (2002)
- Ottó P. Arnarson - chitarra (2004)
- Kári Streymoy - batteria (1998-2013)
- Amon Djurhuus - batteria (2014–2016)

### Turnisti
- Waltteri Väyrynen - batteria (2013, 2016)
- Tadeusz Rieckmann - batteria (2016)
- George Kollias - batteria (2013, nell'album Valkyrja)

## Discografia

### Album in studio
- 2002 – How Far to Asgaard
- 2003 – Eric the Red
- 2006 – Ragnarok
- 2008 – Land
- 2009 – By the Light of the Northern Star
- 2011 – The Lay of Thrym
- 2013 – Valkyrja
- 2019 – Hel
- 2024 - Battle Ballads

### Album dal vivo
- 2002 – 25 ár

### Raccolte
- 2006 - The Realm of Napalm Records (CD/DVD)
- 2009 - Black Sails Over Europe

### Singoli
- 2002 – Ólavur Riddararós
- 2025 - The Rune (2025 Version)

## Videografia

### Video musicali
Questi video sono stati pubblicati su internet, anche se Hail to the Hammer e Regin Smidur sono stati anche pubblicati nel DVD The Realm per conto della Napalm Records.
- 2002 – Ormurin Langi[8]
- 2003 – Hail to the Hammer
- 2003 – Regin Smiður
- 2008 – Sinklars Visa[9]
- 2009 – Hold The Heathen Hammer High
- 2011 – Flames of The Free
- 2013 – Blood of Heroes
- 2013 – The Lay of Our Love ft. Liv Kristine
- 2019 – Sunset Shore
- 2019 – Ragnars Kvæði

## Premi e riconoscimenti

### 2008
- Band dell'anno[5] secondo la Televisione e la Radio Nazionale Faroese

### 2014
- Faroese Music Awards[10]:
  - Band of the Year 2013
  - Album of the Year 2013
  - Album cover of the Year 2013